# Franco Tognini
Franco Tognini (Monza, Italia, 28 de octubre de 1907-ibídem, 28 de abril de 1980) fue un gimnasta artístico italiano, campeón olímpico en Los Ángeles 1932 en el concurso por equipos.

## Carrera deportiva
En las Olimpiadas de Los Ángeles 1932 gana oro en equipo —por delante de los estadounidenses y finlandeses—, siendo sus compañeros de equipo: Savino Guglielmetti, Mario Lertora, Romeo Neri y Oreste Capuzzo.